# 皮巴尔邦
皮巴尔邦（法語：Puybarban，法語發音：[pɥibaʁbɑ̃]）是法国吉伦特省的一个市镇，属于朗贡区。

## 地理
皮巴尔邦（44°33'10"N, 0°4'29"W）面积5.58 平方千米，位于法国新阿基坦大区吉倫特省，该省份为法国西南部沿海省份，是法國本土面积最大的省，北起滨海夏朗德省，西临大西洋，南至朗德省，东南接洛特-加龍省，东临多爾多涅省。
与皮巴尔邦接壤的市镇（或旧市镇、城区）包括：弗卢代斯、阿亚斯、巴萨讷、布莱尼亚克、卢皮亚克-德拉雷奥勒、蓬多拉。
皮巴尔邦的时区为UTC+01:00、UTC+02:00（夏令时）。

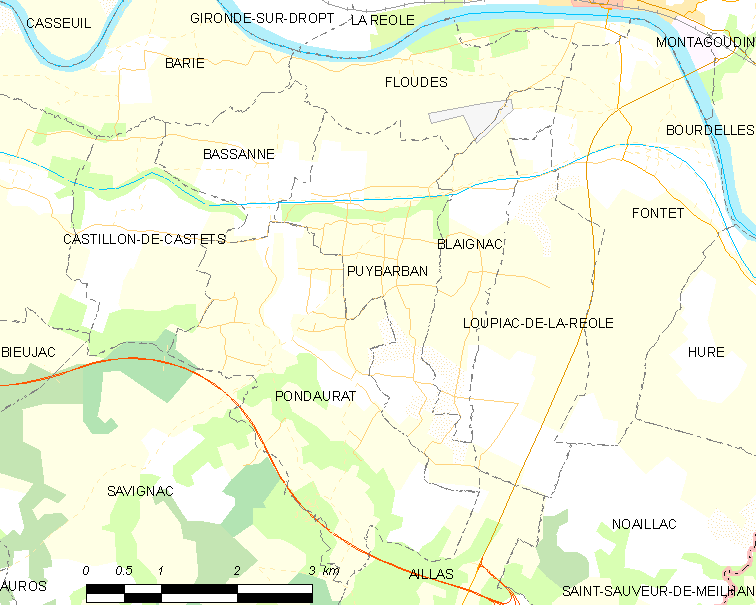
皮巴尔邦的OSM定位图

## 行政
皮巴尔邦的邮政编码为33190，INSEE市镇编码为33346。

## 政治
皮巴尔邦所属的省级选区为勒雷奥莱-莱巴斯蒂德县。

## 人口

1962-2008年间皮巴尔邦人口变化图示

皮巴尔邦于2022年1月1日时的人口数量为411人。